# El Vilà (Cardona)
El Vilà és una masia del segle xvii, situada al municipi de Cardona, a la comarca catalana del Bages.
Es tracta d'una edificació residencial de planta baixa i dues plantes habitables amb coberta a dos vessants.
Adossada a la casa es pot trobar la Capella de Sant Josep